# Ulster Grand Prix 1960
De Ulster Grand Prix 1960 was de zesde en voorlaatste Grand Prix van het wereldkampioenschap wegrace in het seizoen 1960. De races werden verreden op zaterdag 6 augustus 1960 op het Dundrod Circuit, een stratencircuit in County Antrim. In de 500cc-klasse was de wereldtitel al beslist. De wereldtitels in de 125cc-klasse en de 350cc-klasse werden in Ulster beslist.

## Algemeen
De Ulster Grand Prix werd een groot succes voor John Hartle, die zowel in de 350- als de 500cc-klasse flinke stappen in het klassement zette. Ook Tom Phillis, hersteld van een sleutelbeenbreuk, deed het in de 250cc-race goed met zijn tweede plaats met de Honda RC 161.

## 500cc-klasse
De mechanische problemen moest John Surtees een inhaalrace rijden, maar hij kon Norton-rijder John Hartle niet meer bedreigen. Alan Shepherd werd met zijn Matchless G50 derde, maar de strijd om de vierde plaats werd door een fotofinish beslist in het voordeel van Ralph Rensen.
| Pos | Coureur              | Merk      | Tijd      | Punten |
| --- | -------------------- | --------- | --------- | ------ |
| 1   | John Hartle          | Norton    | 1:35"18'8 | 8      |
| 2   | John Surtees         | MV Agusta | + 20'4    | 6      |
| 3   | Alan Shepherd        | Matchless | + 1"36'4  | 4      |
| 4   | Ralph Rensen         | Norton    | + 2"31'2  | 3      |
| 5   | Jim Redman           | Norton    | + 2"31'2  | 2      |
| 6   | Tom Phillis          | Norton    | + 3"06'6  | 1      |
| 7   | Dickie Dale          | Norton    | + 3"10'2  |        |
| 8   | Bruce Daniels        | Norton    | + 1 ronde |        |
| 9   | Stephen Murray       | Norton    | + 1 ronde |        |
| 10  | Peter Middleton      | Norton    | + 1 ronde |        |
| 11  | George Purvis        | Norton    |           |        |
| 12  | Ray Spence           | Norton    |           |        |
| 13  | Jack Findlay         | Norton    |           |        |
| 14  | Vernon Cottle        | Norton    |           |        |
| 15  | Eddie Crooks         | Norton    |           |        |
| 16  | Tommy Holmes         | Norton    |           |        |
| 17  | Trevor Pound         | Norton    |           |        |
| 18  | Derek Powell         | Norton    |           |        |
| 19  | Sven-Olov Gunnarsson | Norton    |           |        |
| 20  | Billy McCosh         | AJS       |           |        |
| 21  | Jack Bullock         | Matchless |           |        |
| 22  | Dick Creith          | BSA       |           |        |
| 23  | Martin Brosnan       | Norton    |           |        |
| 24  | Alf Shaw             | Norton    |           |        |
| 25  | Frank Gordon         | Matchless |           |        |
| 26  | William Roberton     | Norton    |           |        |
| 27  | Ernie Oliver         | Norton    |           |        |
| 29  | Jack Redmond         | Norton    |           |        |
| 30  | Jack Shannon         | BSA       |           |        |

| Coureur              | Merk      | Oorzaak |
| -------------------- | --------- | ------- |
| Ron Miles            | Norton    |         |
| Jacques Insermini    | Norton    |         |
| Alan Trown           | Norton    |         |
| Bill Prowting        | Norton    |         |
| Bob Anderson         | Norton    |         |
| Bob McIntyre         | Norton    |         |
| Chris Anderson       | Norton    |         |
| Davy Crawford        | Norton    |         |
| Frank Perris         | Norton    |         |
| Geoff Canning        | BSA       |         |
| Mike Hailwood        | Norton    |         |
| Terry Shepherd       | Norton    |         |
| Tom Thorp            | Matchless |         |
| Hugh Anderson        | Norton    |         |
| Peter Pawson         | Norton    |         |
| Bror-Erland Carlsson | BMW       |         |
| Paddy Driver         | Norton    |         |

| Coureur         | Merk      | Oorzaak   |
| --------------- | --------- | --------- |
| Ladi Richter    | Norton    |           |
| Bob Brown (†)   | Norton    | Overleden |
| Rudolf Gläser   | Norton    |           |
| Emilio Mendogni | MV Agusta |           |
| Remo Venturi    | MV Agusta |           |
| Fumio Ito       | BMW       |           |
| John Hempleman  | Norton    |           |

### Top tien tussenstand 500cc-klasse
| Pos | Coureur                       | Merk             | Ptn     |
| --- | ----------------------------- | ---------------- | ------- |
| 1   | John Surtees (wereldkampioen) | MV Agusta        | 32 (38) |
| 2   | Remo Venturi                  | MV Agusta        | 26      |
| 3   | Bob Brown (†)                 | Norton           | 15      |
| 4   | John Hartle                   | MV Agusta/Norton | 14      |
| 5   | Mike Hailwood                 | Norton           | 9       |
| 5   | Emilio Mendogni               | MV Agusta        | 9       |
| 7   | Paddy Driver                  | Norton           | 6       |
| 7   | Dickie Dale                   | Norton           | 6       |
| 9   | Tom Phillis                   | Norton           | 4       |
| 9   | Jim Redman                    | Norton           | 4       |
| 9   | Alan Shepherd                 | Matchless        | 4       |

## 350cc-klasse
John Hartle, die voor MV Agusta de Junior TT had gewonnen, werd nu met zijn Norton 40M tweede achter John Surtees. Daardoor kwam hij in de WK-stand op gelijke hoogte met vaste MV-rijder Gary Hocking. Hocking had zich in dit seizoen ook meer op de 250cc-klasse geconcentreerd. Zo werd de strijd om de tweede plaats dus weer spannend, maar met zijn overwinning was Surtees nu zeker van zijn wereldtitel.
| Pos | Coureur       | Merk      | Tijd      | Punten |
| --- | ------------- | --------- | --------- | ------ |
| 1   | John Surtees  | MV Agusta | 1:35"17'4 | 8      |
| 2   | John Hartle   | Norton    |           | 6      |
| 3   | Hugh Anderson | AJS       |           | 4      |
| 4   | Bob Anderson  | Norton    |           | 3      |
| 5   | Dickie Dale   | Norton    |           | 2      |
| 6   | Paddy Driver  | Norton    |           | 1      |

| Coureur           | Merk              | Oorzaak |
| ----------------- | ----------------- | ------- |
| František Šťastný | Jawa              |         |
| Alan Shepherd     | AJS               |         |
| Bob McIntyre      | Potts Special-AJS |         |

| Coureur       | Merk   | Oorzaak   |
| ------------- | ------ | --------- |
| Bob Brown (†) | Norton | Overleden |

| Coureur        | Merk      |
| -------------- | --------- |
| Frank Perris   | Norton    |
| Derek Minter   | Norton    |
| Ralph Rensen   | Norton    |
| John Hempleman | Norton    |
| Gary Hocking   | MV Agusta |

### Top tien tussenstand 350cc-klasse
| Pos | Coureur                       | Merk              | Ptn     |
| --- | ----------------------------- | ----------------- | ------- |
| 1   | John Surtees (wereldkampioen) | MV Agusta         | 22 (26) |
| 2   | Gary Hocking                  | MV Agusta         | 14      |
| 2   | John Hartle                   | MV Agusta/Norton  | 14      |
| 4   | Bob Anderson                  | Norton            | 8       |
| 5   | František Šťastný             | Jawa              | 6       |
| 5   | Bob Brown (†)                 | Norton            | 6       |
| 7   | Paddy Driver                  | Norton            | 5       |
| 8   | Bob McIntyre                  | Potts Special-AJS | 4       |
| 8   | Hugh Anderson                 | AJS               | 4       |
| 10  | Derek Minter                  | Norton            | 3       |

## 250cc-klasse
Voor aanvang van de Ulster Grand Prix stonden Carlo Ubbiali en Gary Hocking samen aan de leiding van het klassement, maar nu won Ubbiali terwijl Hocking uitviel. Er kwamen twee Honda-rijders op het podium: de van een sleutelbeenbreuk herstelde Tom Phillis en Jim Redman, die de nog steeds geblesseerde Naomi Taniguchi mocht vervangen. Mike Hailwood werd met de speciaal voor hem ontwikkelde Ducati 250 Desmo vierde. Ubbiali was nu bijna wereldkampioen. Hocking kon nog op gelijke hoogte komen als hij de GP des Nations zou winnen, maar dan mocht Ubbiali daar niet scoren.
| Pos | Coureur             | Merk      | Tijd    | Punten |
| --- | ------------------- | --------- | ------- | ------ |
| 1   | Carlo Ubbiali       | MV Agusta | 58"47'2 | 8      |
| 2   | Tom Phillis         | Honda     |         | 6      |
| 3   | Jim Redman          | Honda     |         | 4      |
| 4   | Mike Hailwood       | Ducati    |         | 3      |
| 5   | Kunimitsu Takahashi | Honda     |         | 2      |
| 6   | Luigi Taveri        | MV Agusta |         | 1      |

| Coureur      | Merk      | Oorzaak |
| ------------ | --------- | ------- |
| Gary Hocking | MV Agusta |         |

| Coureur           | Merk   | Oorzaak      |
| ----------------- | ------ | ------------ |
| Bob Brown (†)     | Honda  | Overleden    |
| Tarquinio Provini | Morini | Blessure     |
| Dickie Dale       | MZ     | Geen machine |
| Naomi Taniguchi   | Honda  | Blessure     |

| Coureur         | Merk             |
| --------------- | ---------------- |
| Ernst Degner    | MZ               |
| Günter Beer     | Adler            |
| Alberto Pagani  | Aermacchi/Ducati |
| Gilberto Milani | Honda            |
| Kenjiro Tanaka  | Honda            |
| Moto Kitano     | Honda            |
| Yukio Satoh     | Honda            |
| John Hempleman  | MZ               |

### Top tien tussenstand 250cc-klasse
| Pos | Coureur             | Merk           | Ptn     |
| --- | ------------------- | -------------- | ------- |
| 1   | Carlo Ubbiali       | MV Agusta      | 30 (36) |
| 2   | Gary Hocking        | MV Agusta      | 22 (28) |
| 3   | Luigi Taveri        | MV Agusta      | 11      |
| 4   | Mike Hailwood       | Ducati/Mondial | 8       |
| 5   | Tom Phillis         | Honda          | 6       |
| 6   | Tarquinio Provini   | Morini         | 4       |
| 6   | Kenjiro Tanaka      | Honda          | 4       |
| 6   | Jim Redman          | Honda          | 4       |
| 9   | Bob Brown (†)       | Honda          | 3       |
| 9   | John Hempleman      | MZ             | 3       |
| 9   | Dickie Dale         | MZ             | 3       |
| 9   | Kunimitsu Takahashi | Honda          | 3       |

## 125cc-klasse
Door zijn overwinning in de 125cc-race was Carlo Ubbiali zeker van de wereldtitel. Gary Hocking werd weliswaar tweede, maar kon door de streepresultaten Ubbiali niet meer achterhalen. Ernst Degner werd met zijn MZ RE 125 derde en verstevigde zijn derde plaats in de WK-stand.
| Pos | Coureur         | Merk      | Tijd    | Punten |
| --- | --------------- | --------- | ------- | ------ |
| 1   | Carlo Ubbiali   | MV Agusta | 53"21'8 | 8      |
| 2   | Gary Hocking    | MV Agusta |         | 6      |
| 3   | Ernst Degner    | MZ        |         | 4      |
| 4   | Bruno Spaggiari | MV Agusta |         | 3      |
| 5   | Luigi Taveri    | MV Agusta |         | 2      |
| 6   | John Hempleman  | MZ        |         | 1      |

| Coureur          | Merk  | Oorzaak |
| ---------------- | ----- | ------- |
| Tom Phillis      | Honda | Val     |
| Alberto Gandossi | MZ    |         |

| Coureur         | Merk  | Oorzaak      |
| --------------- | ----- | ------------ |
| Bob Anderson    | MZ    | Geen machine |
| Naomi Taniguchi | Honda | Blessure     |

| Coureur             | Merk         |
| ------------------- | ------------ |
| Mike Hailwood       | Ducati       |
| Giichi Suzuki       | Honda        |
| Kunimitsu Takahashi | Honda        |
| Jim Redman          | Honda/Ducati |

### Top tien tussenstand 125cc-klasse
| Pos | Coureur                        | Merk         | Ptn     |
| --- | ------------------------------ | ------------ | ------- |
| 1   | Carlo Ubbiali (wereldkampioen) | MV Agusta    | 24 (28) |
| 2   | Gary Hocking                   | MV Agusta    | 18 (20) |
| 3   | Ernst Degner                   | MZ           | 14      |
| 4   | John Hempleman                 | MZ           | 10      |
| 5   | Luigi Taveri                   | MV Agusta    | 6       |
| 5   | Bruno Spaggiari                | MV Agusta    | 6       |
| 7   | Alberto Gandossi               | MZ           | 4       |
| 8   | Jim Redman                     | Honda/Ducati | 3       |
| 9   | Bob Anderson                   | MZ           | 2       |
| 10  | Giichi Suzuki                  | Honda        | 1       |
| 10  | Naomi Taniguchi                | Honda        | 1       |
| 10  | Mike Hailwood                  | Ducati       | 1       |

1922 · 1923 · 1924 · 1925 · 1926 · 1927 · 1928 · 1929 · 1930 · 1931 · 1932 · 1933 · 1934 · 1935 · 1936 · 1937 · 1938 · 1939 · 1946 · 1947 · 1948 · 1949 · 1950 · 1951 · 1952 · 1953 · 1954 · 1955 · 1956 · 1957 · 1958 · 1959 · 1960 · 1961 · 1962 · 1963 · 1964 · 1965 · 1966 · 1967 · 1968 · 1969 · 1970 · 1971 · 1973 · 1974 · 1975 · 1976 · 1977 · 1978 · 1979 · 1980 · 1981 · 1982 · 1983 · 1984 · 1985 · 1986 · 1988 · 1989 · 1990 · 1991 · 1992 · 1993 · 1994 · 1995 · 1996 · 1997 · 1998 · 1999 · 2000 · 2001 · 2002 · 2003 · 2004 · 2005 · 2006 · 2007 · 2008 · 2009 · 2010 · 2011 · 2012 · 2013 · 2014 · 2015